# Farman F.20
Die Farman F.20 war ein französisches Militärflugzeug.

## Entwicklung
Die F.20 war eine konsequente Weiterentwicklung der seit 1908 entwickelten Gitterschwanzflugzeuge mit Druckpropeller der Brüder Henri und Maurice Farman. Im Einsatz während des Ersten Weltkrieges stießen diese Muster aber zunehmend auf Ablehnung der Piloten, da die Auslegung mit Druckpropeller zwar zunächst die einfache Bewaffnung der Maschine erlaubte, zugleich aber die Konstruktion wegen des Propellers nach hinten quasi keine Abwehrbewaffnung führen konnte. Mit der Einführung synchronisierter MGs fiel schließlich auch der Vorteil der einfachen Ausstattung mit im Bug montierten Angriffswaffen weg.
Die F.20 fand aber trotz aller Nachteile noch eine weite Verbreitung, sie flog in den Fliegereinheiten Belgiens, Frankreichs, Großbritanniens und der Schweiz zunächst als Aufklärer, später nur noch als Schulflugzeug. Versuche, das Muster als leichten Bomber einzusetzen, führten zu empfindlichen Verlusten, da eine höhere Zuladung die Flugleistungen drastisch reduzierte.

## Technische Daten

Ein startbereiter F.20 der schweizerischen Luftwaffe im Ersten Weltkrieg

| Kenngröße             | Daten                                                                       |
| --------------------- | --------------------------------------------------------------------------- |
| Besatzung             | 2                                                                           |
| Länge                 | 8,30 m                                                                      |
| Spannweite            | 14,00 m                                                                     |
| Flügelfläche          | 35,00 m²                                                                    |
| Leermasse             | 360 kg                                                                      |
| Startmasse            | 660 kg                                                                      |
| Triebwerk             | ein luftgekühlter 7-Zylinder-Umlaufmotor Gnome, 85 PS (63 kW) Startleistung |
| Höchstgeschwindigkeit | 110 km/h                                                                    |
| Steiggeschwindigkeit  | 1,50 m/s                                                                    |
| Gipfelhöhe            | 3150 m                                                                      |
| Reichweite            | 250 km                                                                      |
| Bewaffnung            | 1 MG möglich                                                                |